# Tao programowania
Tao programowania – satyryczna książka autorstwa Geoffrey'a Jamesa. Napisana została w stylu klasycznych tekstów taoistycznych, takich jak Daodejing i Zhuangzi. Składa się z serii krótkich anegdot podzielonych na dziewięć „części”:
- Cicha Próżnia
- Starożytni Mędrcy
- Projektowanie
- Kodowanie
- Konserwacja
- Zarządzanie
- Mądrość korporacyjna
- Sprzęt i oprogramowanie
- Epilog

Geoffrey James napisał dwie inne książki o podobnym motywie: Zen programowania w 1988 i Przypowieści komputerowe: Oświecenie w erze informacji w 1989.